# Собрадж, Чарльз
Чарльз Собрадж (англ. Charles Sobhraj, род. 6 апреля 1944, Сайгон, Вьетнам) — французский вор, мошенник и серийный убийца. В 1970-х годах охотился на западных туристов на протяжении всей Тропы хиппи в Юго-Восточной Азии.
Получил прозвища «Бикини-киллер» из-за одежды своих жертв и «Змей» за искусную ложь и умение скрываться от правосудия. Совершил 12 убийств и находился в заключении в Индии с 1976 по 1997 год. После освобождения жил в Париже. Затем вернулся в Непал в 2003 году, где был арестован, предан суду и получил пожизненное заключение.
В отличие от большинства преступников, он стал зловещей фигурой, которую описывали как неуловимую тень, бродящую по улицам, испытывающую ненависть к хиппи, чьи идеалы ему были чужды. Смертельные акты, которые он совершал, были скорее отражением его внутреннего мира, чем продуктом слепой агрессии – это было осознанное проявление гнева, выходит за рамки банального насилия. Его манипулятивная натура, умение завоевывать доверие и привлекать внимание, способствовали культовому статусу, который он обрёл. Широко распространено мнение, что он страдает антисоциальным расстройством личности или формой психопатии.
Получал деньги за интервью и права на экранизацию. Был героем четырёх биографий, трёх документальных фильмов, болливудского фильма под названием Main Aur Charles, а также восьмисерийного драматического сериала BBC «Змей». Возвращение Собраджа в Непал, где его по-прежнему разыскивали власти, считают результатом его стремления к вниманию и чрезмерной самоуверенности.

## Ранние годы
Родился в семье вьетнамской продавщицы Чан Лоан Фунг и индийского бизнесмена-синдхи Собраджа Хатчанда Бхаонани, проживавшего в Сайгоне. При рождении получил имя Гурумух. Родители развелись, отец покинул семью. Не имеющий гражданства Собрадж был усыновлен новым партнером своей матери, лейтенантом французской армии, дислоцированным во французском Индокитае Альфонсом Дарро. Часто переезжал с семьей из Индокитая во Францию и обратно.
Подростком начал совершать мелкие преступления и получил свой первый тюремный срок (за кражу со взломом) в 1963 году, отбыв его в тюрьме Пуасси под Парижем.. Здесь он подружился с молодым аристократом Феликсом д’Эсконем, который был волонтёром и помогал заключённым.
После условно-досрочного освобождения промышлял кражами со взломом и мошенничеством. В это время встретил Шанталь Компаньон, молодую парижанку из консервативной семьи. Собрадж предложил Компаньон выйти за него, но в тот же день был арестован за попытку скрыться от полиции за рулем украденного автомобиля. Был приговорен к восьми месяцам тюремного заключения; Шанталь поддерживала его на протяжении всего срока. Собрадж и Шанталь поженились после его освобождения.
Вместе с беременной Шанталь покинул Францию (одолжив у д’Эсконя машину и деньги) в 1970 году и поселились в Азии, чтобы избежать ареста. После путешествия по Восточной Европе с поддельными документами и ограбления туристов, с которыми они подружились, в конце того же года прибыл в Мумбаи. Здесь Шанталь родила девочку. Тем временем Собрадж возобновил свой преступный образ жизни, организовав перепродажу краденых автомобилей. Прибыль тратил на азартные игры.
В 1973 году был арестован и заключен в тюрьму после неудачной попытки вооруженного ограбления ювелирного магазина в отеле «Ashoka». С помощью Шанталь мог сбежать, симулировав приступ аппендицита, но вскоре после этого был пойман снова. Заняв деньги под залог у своего отца вскоре бежал в Кабул. Там пара начала грабить туристов на Тропе хиппи, но их снова арестовали. Собрадж снова сбежал так же, как и в Индии, притворившись больным и накачав лекарством охранника больницы. Затем бежал в Иран, оставив семью. Шанталь вернулась во Францию.
Следующие два года провел в бегах, используя десять украденных паспортов. Объехал множество стран Восточной Европы и Ближнего Востока. К Собраджу присоединился его младший сводный брат Андре. В конце концов дуэт был арестован в Афинах. После того, как обман со сменой личности был раскрыт, Собраджу удалось сбежать. Андре был передан турецкой полиции властями Греции и отбыл 18-летний срок.

## Убийства
Оказавшись снова в бегах, добывал средства к существованию, изображая либо продавца драгоценностей, либо торговца наркотиками, чтобы произвести впечатление и подружиться с туристами, которых он затем обманывал. В Таиланде встретил канадку Мари-Андре Леклерк (1945—1984), туристку, ищущую приключений. Попав под влияние Собраджа она быстро стала его сообщником, закрывая глаза на его преступления и связи с местными женщинами.
Собрадж собрал последователей, завоевав их лояльность; типичная афера заключалась в том, чтобы помочь своей жертве, оказавшейся в трудном положении. В одном случае он помог двум бывшим французским полицейским, Яннику и Жаку, вернуть утерянные паспорта, которые на самом деле сам и украл. По другой схеме, Собрадж предоставил приют французу Доминику Реннелло, который, по всей видимости, страдал дизентерией; Собрадж фактически отравил его. Наконец, к нему присоединился молодой индиец Аджай Чоудхури, соучастник и заместитель Собраджа.
Собрадж и Чоудхури совершили свои первые (известные) убийства в 1975 году. Большинство жертв провели некоторое время с этой парой перед смертью и, по мнению следователей, были завербованы Собраджем и Чоудхури, чтобы присоединиться к их банде. Собрадж утверждал, что большинство его убийств на самом деле были случайной передозировкой наркотиков, но следователи заявляют, что жертвы угрожали разоблачить Собраджа, что и послужило мотивом для убийства. Первой жертвой стала молодая женщина из Сиэтла. Тереза Ноултон (в книге «Змей» представлена под именем Дженни Болливар) была найдена утонувшей в Сиамском заливе в цветном бикини. Лишь несколько месяцев спустя вскрытие Ноултон, а также судебно-медицинская экспертиза доказали, что её утопление, первоначально считавшееся несчастным случаем во время плавания было убийством.
Следующей жертвой стал молодой еврей-сефард Витали Хаким, обгоревшее тело которого было найдено по дороге на курорт Паттайя, где остановились Собрадж и его сообщники. 29-летний голландский студент Хенк Бинтанджа и его 25-летняя невеста Корнелия Хемкер были приглашены в Таиланд после встречи с Собхраджем в Гонконге. Они, как и многие другие, были отравлены Собраджем, который затем вылечил их, чтобы добиться их преданности. Когда они выздоровели, Собраджа навестила французская подруга его предыдущей жертвы Хакима, Шармейн Карру, которая приехала расследовать исчезновение своего парня. Опасаясь разоблачения, Собрадж и Чоудхури быстро избавились от Бинтанджи и Хемкер. Их тела были найдены 16 декабря 1975 года. Вскоре после этого Карру нашли утопленной и одетой в купальник, похожий на купальник Терезы Ноултон, бывшей жертвы Собраджа. Хотя в то время следователи не связывали убийства обеих женщин, они позже дали Собраджу прозвище «Убийца бикини».
18 декабря, в день опознания тел Бинтанджи и Хемкер, Собрадж и Леклерк прибыли в Непал по паспортам погибшей пары. Они встретились в Непале и между 21 и 22 декабря убили Лорана Каррьера, 26 лет (из Канады), и Конни Бронзич, 29 (из США); две жертвы были неправильно идентифицированы в некоторых источниках как Лэдди ДюПарр и Аннабелла Тремонт. Собрадж и Леклерк вернулись в Таиланд, используя паспорта своих последних жертв, прежде чем их тела могли быть опознаны. По возвращении в Таиланд Собрадж обнаружил, что трое его французских товарищей начали подозревать его в серийных убийствах, обнаружив документы, принадлежащие жертвам. Затем бывшие соратники Собраджа сбежали в Париж, уведомив об этом полицию.
Следующим пунктом назначения Собраджа был Варанаси или Калькутта, где он убил израильского ученого Авони Джейкоба просто для того, чтобы получить его паспорт. Собрадж использовал паспорт, чтобы путешествовать с Леклерк и Чоудхури — сначала в Сингапур, затем в Индию, а в марте 1976 года вернулся в Бангкок, несмотря на то, что ему было известно, что местные власти разыскивают его. Сообщники были допрошены тайской полицией в связи с убийствами, но их отпустили, так как власти опасались, что негативная огласка, сопровождающая судебное разбирательство по делу об убийстве, нанесёт вред туристической индустрии страны.
Тем временем голландский дипломат Герман Книппенберг и его жена Анджела расследовали убийства Бинтанья и Хемкера. Книппенберг знал и, возможно, даже встречался с Собраджем, хотя настоящая личность последнего все еще была неизвестна дипломату, который продолжал собирать доказательства. С помощью соседа Собраджа Книппенберг завел против него дело. В конце концов, через месяц после того, как подозреваемый покинул страну, ему дали разрешение обыскать квартиру Собраджа. Книппенберг нашел доказательства, в том числе документы и паспорта жертв, а также яды и шприцы. Следующей остановкой трио была Малайзия, куда Чоудхури был отправлен воровать драгоценные камни. Это был последний раз, когда его видели, и ни Чоудхури, ни его останки так и не были найдены. Считается, что Собрадж убил своего бывшего сообщника, прежде чем покинуть Малайзию чтобы поддержать свою роль в качестве продавца драгоценных камней в Женеве. Позже источник утверждал, что видел Чоудхури в Западной Германии, но это заявление оказалось необоснованным. Поиски Чоудхури продолжаются.
Вернувшись в Азию, Собрадж приступил к формированию нового преступного «круга», начиная с двух женщин из Запада — Барбары Смит и Мэри Эллен Эзер, в Бомбее.
Следующей жертвой Собраджа стал француз Жан-Люк Соломон.
В июле 1976 года в Нью-Дели Собрадж, к которому присоединились его сообщники в составе трёх женщин, обманом заставил туристическую группу французских аспирантов принять их в качестве гидов. Затем Собрадж накачал их наркотиками, дав им отравленные таблетки, которые, как он сказал, были лекарством от дизентерии. Когда наркотики подействовали быстрее, чем ожидал Собрадж, студенты начали терять сознание. Трое студентов поняли, что сделал Собрадж. Они скрутили его и связались с полицией, что привело к его задержанию. Во время допроса сообщники Собраджа, Смит и Эзер, быстро сознались. Собраджу было предъявлено обвинение в убийстве Соломона, и все четверо были отправлены в тюрьму Тихар в Нью-Дели в ожидании официального суда.

## В заключении
Смит и Эзер пытались покончить жизнь самоубийством в тюрьме за два года до суда. Собраджу удалось пронести драгоценные камни, спрятав их в одной из полостей в теле, и подкупить тюремную охрану. Он превратил свой суд в спектакль, нанимал и увольнял адвокатов по своему желанию, приглашал на помощь своего недавно условно-досрочно освобожденного брата Андре и в конце концов объявил голодовку. Он был приговорен к 12 годам лишения свободы. Леклерк была признана виновной в применении наркотиков к французским студентам, но позже была условно освобождена и вернулась в Канаду, когда у нее развился рак яичников. Она всё ещё заявляла о своей невиновности и, как сообщается, всё ещё была верна Собраджу, когда скончалась в своем доме в апреле 1984 года. Ей было 38 лет.
Подкупы Собраджа надзирателей достигли возмутительных размеров. Он вёл роскошную жизнь в тюрьме, с телевидением и изысканной едой, подружившись как с охранниками, так и с заключёнными. Он давал интервью западным авторам и журналистам, таким как Ричард Невилл из журнала Oz в конце 1970-х и Алан Доусон в 1984 году. Он свободно рассказывал о своих убийствах, никогда в них не признаваясь, и делал вид, что его действия совершались в ответ на «западный империализм» в Азии.
Когда срок заключения Собраджа подходил к концу, 20-летний ордер на его арест в Таиланде всё ещё оставался в силе, что делало возможной его экстрадицию и почти верную казнь. Поэтому в марте 1986 года, на десятом году заключения, Собрадж устроил большую вечеринку для своих охранников и сокамерников, накачал их снотворным и вышел из тюрьмы. Инспектор полиции Мумбаи Мадукар Зенде задержал Собраджа в ресторане в Гоа; как он и надеялся, срок его заключения был продлен на десять лет. 17 февраля 1997 года 52-летний Собрадж был освобождён, при этом срок большинства ордеров на его экстрадицию уже истек. Поскольку не осталось страны, в которую его можно было бы экстрадировать, индийские власти позволили ему вернуться во Францию.

## Известность и повторный арест
Собрадж вёл комфортную жизнь в пригороде Парижа. Он нанял рекламного агента и получал большие суммы денег за интервью и фотографии. Сообщается, что он потребовал более $15 млн (по словам адвоката и бывшего инспектора полиции Бишвы Лала Шреста, который расследовал это дело, составил обвинительное заключение и зарегистрировал дело в суде) за права на фильм, основанный на его жизни.
1 сентября 2003 года Собрадж был замечен журналистом The Himalayan Times в казино в Катманду. Журналист следил за ним в течение двух недель, а затем написал репортаж в The Himalayan Times с фотографиями. Полиция Непала увидела отчет, совершила рейд на казино «Рояль» в отеле «Як и йети» и арестовала ничего не подозревающего Собраджа, который все еще играл там. Согласно газете, Собрадж вернулся в Катманду, чтобы открыть бизнес по производству минеральной воды. Полиция Непала возобновила расследование дела о двойном убийстве 1975 года и 20 августа 2004 года окружным судом Катманду приговорила Собраджа к пожизненному заключению за убийства Бронзича и Каррьера.
Большая часть фотокопий, использованных против него в этом деле, была собрана Книппенбергом, голландским дипломатом, и Интерполом. Он обжаловал приговор, заявив, что приговор был вынесен без суда. Его адвокат также заявил, что Шанталь, жена Собраджа, во Франции, подала в Европейский суд по правам человека иск против правительства Франции за отказ предоставить ему какую-либо помощь. Приговор Собраджу был подтвержден Апелляционным судом Патана в 2005 году.

## После 2007 года
В конце 2007 года СМИ сообщили, что адвокат Собраджа обратился к тогдашнему президенту Франции Николя Саркози с просьбой о вмешательстве в дела Непала.
В 2008 году Собрадж объявил о своей помолвке с непальской женщиной Нихитой Бисвас; подлинность отношений пары подтвердилась в открытом письме американского дирижера Дэвида Вударда в газету The Himalayan Times.. 
7 июля 2008 года, выпустив пресс-релиз через свою невесту Нихиту, он заявил, что он никогда не был осужден за убийство ни одним судом, и попросил средства массовой информации не называть его серийным убийцей.
Утверждалось, что Собрадж женился на своей невесте 9 октября 2008 в тюрьме во время Дашайн, непальского фестиваля. На следующий день власти непальской тюрьмы опровергли утверждения о его браке, они сказали, что Нихите и ее семье просто разрешили провести церемонию тилака вместе с родственниками сотен других заключенных. Они также утверждали, что это была не свадьба, а часть продолжающегося фестиваля Дашайн, когда старейшины наносили Бинди на лоб, в знак своего благословения.
В июле 2010 года Верховный суд Непала отложил приговор по апелляции, поданной Собраджем на приговор окружного суда, приговорившего его к пожизненному заключению[уточнить] за убийство американской туристки Конни Джо Бронзич в 1975 году (Собрадж обжаловал приговор районного суда в 2006 году, назвав его несправедливым и обвинив судей в расизме при вынесении приговора). 30 июля 2010 Верховный суд оставил в силе приговор окружного суда Катманду о пожизненном заключении и выписал штраф в размере 2000 рупий за незаконный въезд в Непал. Суд также постановил наложить арест на все имущество Собраджа. «Жена» Собраджа Нихита и «свекровь» Шакунтала Тхапа, адвокат, выразили недовольство приговором, заявив, что Собраджу отказано в правосудии и что «судебная власть коррумпирована». Из-за этих замечаний им было предъявлено обвинение в неуважении к суду.
18 сентября 2014 года Собрадж был осужден окружным судом Бхактапура за убийство канадского туриста Лорана Каррьера. В 2018 году Собрадж находился в критическом состоянии и перенёс несколько операций на открытом сердце. 
22 декабря 2022 года, после 18 лет заключения вышел на свободу по состоянию здоровья.

## Образ в литературе и кино
Собрадж стал героем двух книг: Serpentine (1979) Томаса Томпсона и Bad Blood. The Life and Crimes of Charles Sobhraj (1980) Ричарда Невилла и Джули Кларк. Также про него рассказывает глава The Bikini Murders Ноэля Барбера в сборнике «Ридерз дайджест» «Великие дела Интерпола» (1982). Книга Невилла и Кларка стала основой для телевизионного фильма 1989 года Shadow of the Cobra.
Болливудский фильм 2015 года Main Aur Charles, снятый Prawaal Raman и Cyznoure Network, основан на побеге Чарльза Собраджа из тюрьмы Тихар в Нью-Дели. Первоначально продюсером фильма выступила Пуджа Бхатт, но из-за разногласий она покинула фильм.
В январе 2021 года в Великобритании был показан восьмисерийный мини-сериал BBC «Змей» с Тахаром Рахимом и Дженной Коулман в главных ролях.